# 10955 Harig
10955 Harig è un asteroide della fascia principale. Scoperto nel 1960, presenta un'orbita caratterizzata da un semiasse maggiore pari a 2,719680 UA e da un'eccentricità di 0,026214, inclinata di 5,182101° rispetto all'eclittica.
Fa parte della famiglia di asteroidi Witt.
L'asteroide è dedicato a Ludwig Harig, scrittore tedesco. 